# Secuenciación Ion Torrent
La secuenciación Ion Torrent es un método de secuenciación de ADN basado en la detección de protones liberados durante el proceso de polimerización del ADN. Por lo tanto, este método se guía a través de la adición de nucleótidos que se llevan a cabo en las cadenas simples de ADN en estudio.
Este tipo de secuenciación difiere de los demás tipos en que no usa nucleótidos modificados químicamente y la detección no se realiza por métodos ópticos, sino por detección de pH (los pH-metros más pequeños del mundo).

## Historia
Fue desarrollada por Ion Torrent Systems Inc. y salió al mercado en febrero de 2010. Ion Torrent patrocinó la máquina como un secuenciador rápido, compacto y económico que se puede utilizar en un gran número de laboratorios como un aparato de mesa. 

## Tecnología aplicada
La incorporación de desoxirribonucleótidos trifosforilados (dNTP) en el ADN en replicación implica la generación de un enlace covalente y la liberación de un pirofosfato y un protón. El dNTP se incorpora exclusivamente en casos de complementariedad con el nucleótido de la cadena molde. Este principio es en el que se basa esta técnica de secuenciación.
n primer lugar, se aísla el ADN y se corta en fragmentos más pequeños, los cuales se unen a pequeñas bolas denominadas beads. Cada una de ellas, unida con millones de fragmentos de ADN, entra en los micropocillos de un microchip. A continuación, se baña el microchip con una solución de uno de los nucleótidos. Si el nucleótido se incorpora en la cadena de ADN, se libera un protón, el cual es detectado por la base del pocillo, la cual actúa como un mini-pHmetro (sensor iónico ISFET). Gracias a que cada lámina del microchip es semiconductora, se pueden detectar estos pequeños cambios iónicos. Este proceso se repite cada 15 segundos con una nueva solución de cada nucleótido, por lo que el micropocillo debe lavarse adecuadamente antes de añadir la siguiente solución para evitar interferencias que falseen los resultados.
Las señales generadas en los pocillos se transmiten directamente a un ordenador, sin necesidad de ser procesadas durante la transferencia.
La exactitud que alcanzó el secuenciador en febrero de 2011 era del 99.6% basada en lecturas de 50 bases, con 100 Mb por cada ronda. La longitud de lectura en la misma fecha era de 100 pb. La exactitud para las repeticiones de homopolímeros de 5 repeticiones de longitud era del 98%. Se debe tener en cuenta que dichas cifras no se han verificado independientemente fuera de la empresa Ion Torrent.

## Ventajas y limitaciones
La principal ventaja de este proceso es la velocidad de secuenciación, así como los bajos costes de operación. Esto ha sido posible gracias a que no se utilizan nucleótidos modificados y a que la señal no es óptica. Dado que el sistema registra las incorporaciones naturales de nucleótidos mediadas por polimerasa, la secuenciación ocurre en tiempo real. De hecho, la tasa de secuenciación está limitada por el cambio de sustratos nucleotídicos, es decir, el tiempo requerido para el llenado y el posterior lavado de la solución en el microporo, además del tiempo que conlleva la polimerización. Ion Torrent afirma que cada medida tarda 4 segundos y cada ronda de secuenciación aproximadamente una hora, tiempo en el que se secuencia entre 100-200 nucleótidos. Asimismo, cuenta con una gran escalabilidad, ya que se basa simplemente en reacciones que ocurren en la naturaleza pero llevadas a cabo en microchips semiconductores. Además, el precio es considerablemente bajo, siendo de unos 50,000 USD para adquirir un equipo y de alrededor de 1,000 USD para realizar una ronda de secuenciación. Según la ley de Moore, las técnicas de secuenciamiento génico deben evolucionar exponencialmente hacia una mayor eficacia y un menor coste por cada base secuenciada, por lo que se espera que el número de lecturas por chip se incremente considerablemente en poco tiempo.
No obstante, existen algunas limitaciones. Entre ellas, sin duda la más importante es la repetición de varias bases iguales en la hebra molde. En este caso, se añadirán más dNTPs en el mismo momento, generando un cambio de pH más pronunciado y, como consecuencia, una señal eléctrica más grande, lo cual actualmente no se detecta con mucha precisión. Otra limitación sería la longitud de los fragmentos de ADN que se pretenden secuenciar, los cuales no pueden superar las 400 pares de bases, considerablemente más pequeñas en comparación con otras técnicas como la secuenciación de Sanger o la pirosecuenciación. Además, el rendimiento actualmente es más bajo en comparación con otras técnicas de secuenciación de próxima generación, aunque la compañía está trabajando en reducir este problema.